# Costus erythrothyrsus
Costus erythrothyrsus är en enhjärtbladig växtart som beskrevs av Loes.. Costus erythrothyrsus ingår i släktet Costus och familjen Costaceae. Inga underarter finns listade i Catalogue of Life.